# سیارک ۲۱۴۱۷
سیارک ۲۱۴۱۷ (به انگلیسی: 21417 Kelleyharris، نامگذاری:1998FF71) بیست و یک هزار و چهارصد و هفدهمین سیارک کشف شده‌است که در ۲۰ مارس ۱۹۹۸ کشف شد.
قدر مطلق سیارک برابر ۷.۸ است.